# Sawako
Sawako, connue au Japon sous le nom de Kimi ni todoke (君に届け, litt. « Pour t'atteindre »), est un manga de type shōjo de Karuho Shiina. Il est prépublié entre 2005 et 2017 dans le magazine Bessatsu Margaret de l'éditeur Shueisha, et est compilé en un total de 30 tomes.
La version française du manga a été publiée par Kana de janvier 2009 à décembre 2018.
Une adaptation en anime est réalisée par le studio Production I.G et est diffusée au Japon entre le 6 octobre 2009 et le 30 mars 2010. Une seconde saison est annoncée dans le magazine Betsuma et est diffusée au Japon entre le 4 janvier 2011 et le 30 mars 2011. Dans les pays francophones, les deux saisons sont éditées en DVD par Black Box. Un film live-action avec Mikako Tabe et Haruma Miura est diffusé en 2010. Une troisième saison de l'anime, toujours réalisée par le studio Production I.G, est diffusée le 1er août 2024 sur Netflix.

## Synopsis
Au lycée, Sawako suscite peur et incompréhension à cause de son apparence. À l'opposé, Kazehaya est un jeune homme charmant que tout le monde considère comme son ami. À son contact, Sawako commence peu à peu à changer mais il est difficile de combattre les préjugés !

## Personnages
Sawako « Sadako » Kuronuma (黒沼 爽子, Kuronuma Sawako)
Sawako est le personnage principal féminin du manga.
Elle est une lycéenne de 15 ans victime d'un physique proche de celui du personnage Sadako Yamamura sorti du film d'horreur « The Ring ». À cause de son apparence, elle est fuie par ses camarades et fait sujet de nombreuses rumeurs : elle aurait la capacité de communiquer et d'invoquer les fantômes, on dit aussi que si notre regard croise celui de « Sadako » plus de trois secondes nous serons maudits et atteints de maladie durant les quelques jours suivants. Au début de l'histoire elle garde une certaine distance vis-à-vis des autres afin de ne pas les terrifier, mais aussi car elle ne sait pas comment s'y prendre afin de créer des liens d'amitié. Derrière cette apparence terrifiante, elle s'avère être une jeune fille des plus gentilles : elle aime se mettre au service des autres et aider les personnes en difficultés et se propose toujours quand il n'y a pas de volontaire. Sawako admire secrètement Kazehaya, qu'elle considère comme « rafraîchissant ». Il sera d'ailleurs le premier à lui parler normalement et le premier à l'appeler par son véritable nom. Tout comme lui, elle aime les animaux mais ceux-ci ne semblent pas l'apprécier ; son animal préféré est le chien. Elle est dans le programme avancé de son école et n'hésite pas à aider les personnes qui ont des difficultés scolaires. Au départ, elle ne se rend pas compte de ses sentiments, mais s'aperçoit au fil du temps que l'admiration qu'elle éprouvait pour Kazehaya, était en fait de l'amour. Peu à peu, Sawako s'ouvrira aux autres et commencera à s'intégrer dans sa classe. Elle considère que tout est grâce à Kazehaya et est très reconnaissante. Au début, elle refusera de sortir avec lui ne se sentant pas prête mais après, elle aussi pensera s'être fait rejetée par ce dernier mais après avoir fait sa déclaration, elle apprendra qu'elle s'est trompée et qu'ils partagent les mêmes sentiments.
Shôta Kazehaya (風早 翔太, Kazehaya Shōta)
Shôta Kazehaya est le personnage principal masculin du manga.
Il est un garçon de 15 ans très populaire qui n'hésite pas à aider ceux qui ne sont pas compris, ce qui l'amène à parler à Sawako. Ami d'enfance de Yoshida Chizuru et de Sanada Ryu, c'est aussi le maître de Maru, le chien qu'il a trouvé abandonné. Il est égal avec tout le monde, et traite les personnes sans différences. D'ailleurs, la plupart des gens qui étaient au collège avec lui se sont inscrits au même lycée que lui pour continuer à le voir et le côtoyer. Il est le premier à appeler Sawako par son véritable nom, et n'hésite pas à corriger les personnes qui s'y trompent en revanche il n'aime pas trop qu'on l'appelle par son prénom ce dernier étant jaloux. Bien qu'il soit très gentil avec Sawako, il n'ose pas la regarder dans les yeux pendant trois secondes, non pas car il a peur, mais parce qu'il est gêné… Il est très protecteur avec elle et n'aime pas du tout qu'on se rapproche de cette dernière. Plus tard dans l'histoire, on apprend qu'il éprouve des sentiments pour Sawako depuis le début. Lors de sa confession auprès d'elle, il pensera d'abord être rejeté par faute d'incompréhension mais, Sawako lui avouera très vite ses sentiments. Il n'hésite pas à dire devant tout le monde qu'ils sortent ensemble.
Chizuru Yoshida (吉田 千鶴, Yoshida Chizuru)
Âgée de 15 ans, elle est une amie d'enfance de Kazehaya et Ryu. Elle se lie d'amitié avec Sawako, bien qu'elle continue de l'appeler Sadako. Elle est amie avec Yano, qu'elle a rencontré à la cérémonie des nouveaux élèves. Elle est dans le programme de base de son école. Elle a l'allure d'une brute, mais est au fond très émotive et a peur des histoires d'horreur. C'est une fan incontestée de tout ce qui se rapporte au sport. Plus tard dans le manga, on apprend qu'elle est amoureuse du grand frère de Ryu, Tooru mais elle apprécie beaucoup Ryu et leur relation va évoluer.
Ayane Yano (矢野 あやね, Yano Ayane)
Jeune fille âgée de 15 ans, faisant partie du programme avancé de son école. Elle devient peu à peu amie avec Sawako. Elle est amie avec Yoshida depuis la cérémonie des nouveaux élèves. Tout comme Sawako, elle est très douée pour raconter des histoires d'horreur. Elle n'hésite pas à se maquiller un peu trop et à cause de son apparence, elle est, elle aussi victime de rumeurs. Quelquefois, elle montre son côté machiavélique, qui fait assez peur. Elle analyse souvent le comportement des gens et a souvent une longueur d'avance sur les autres niveau sentiments. Elle sait depuis le départ que Kazehaya aime Sawako mais n'intervient pas par peur de tout gâcher. D'un certain côté, elle est très heureuse pour sa protégée mais cependant, elle l'envie beaucoup car pendant le voyage scolaire, elle avouera n'avoir jamais connue le véritable amour.
Ryu Sanada (真田 龍, Sanada Ryū)
Il est lycéen dans la même classe que Sawako, Kazehaya, Yano et Chizu. Il est le capitaine de l'équipe de baseball et c'est un ami d'enfance de Chizuru et Kazehaya. Il dort souvent pendant les cours. Il ne se rappelle jamais des noms de ses camarades de classe. Il deviendra lui aussi ami avec Sawako. Il est très proche de Chizuru, qu'il connait depuis très longtemps. On apprend par la suite qu'il aime cette dernière.
Eriko « Ekko » Hirano (平野 依里子, Hirano Eriko) et Tomoko « Tomo » Endo (遠藤 朋子, Endō Tomoko)
Ce sont de bonnes amies. D'abord effrayées par Sawako, elles se rapprochent d'elle et finissent par lier une amitié.
Yoshiyuki « Zen » Arai (荒井 善行, Arai Yoshiyuki)
Professeur de Sawako, il sera malade et sera remplacé par Pin. Il dit aussi avoir été victime d'une fulgurante diarrhée après avoir regardé Sawako plus de trois secondes dans les yeux.
Kazuichi « Pin » Arai (荒井 一市, Arai Kazuichi)
Professeur de gym et entraîneur de baseball qui remplacera le professeur de Sawako. Il est un peu excentrique et pour se « défier » lui-même, il regardera Sawako, dans les yeux, pendant 10 secondes et sera victime de diarrhée et de vision de petits êtres maléfiques. Il connaît Kazehaya depuis qu'il est petit et n'hésitera pas à faire du chantage avec celui-ci menaçant de révéler certaines choses de son passé. Plus tard il conseillera Kazehaya et Sawako pour leur déclaration.
Ume « Kurumi » Kurumizawa (胡桃沢 梅, Kurumisawa Ume)
Ne supportant pas son prénom qu'elle considère comme vieillot, elle exige qu'on l'appelle Kurumi. Elle était dans le même collège que Kazehaya et Chizuru. Elle a l'air totalement innocente mais ce n'est là qu'une façade de sa vraie personnalité. Elle n'hésite pas à jouer de son joli physique pour obtenir ce qu'elle veut. Elle aime Kazehaya et déteste Sawako, c'est d'ailleurs elle qui lancera des rumeurs sur cette dernière. Elle devient la « rivale » de Sawako, mais on suppose qu'elles sont amies, c'est même certain. Elle apprend l'amour de Sawako envers Kazehaya et décide, de lui avouer son amour. Lorsque Sawako sortira avec Kazehaya, Kurumi la défendra auprès des groupies de Kazehaya et elle donnera l'impression de le laisser à Sawako.

### Distribution
| Personnage      | Version originale | Version française (1er doublage Black Box 2014) | Version française (2nd doublage Netflix 2024) |
| --------------- | ----------------- | ----------------------------------------------- | --------------------------------------------- |
| Sawako Kuronuma | Mamiko Noto       | Élodie Lasne                                    | Charlotte Hervieux                            |
| Shōta Kazehaya  | Daisuke Namikawa  | Damien Laquet                                   | Aurélien Raynal                               |
| Ayane Yano      | Miyuki Sawashiro  | Dany Benedito                                   | Clara Soares                                  |
| Chizuru Yoshida | Yūko Sanpei       | Justine Hostekint                               | Victoria Grosbois                             |
| Eriko Hirano    | Mayuki Makiguchi  | Sophie Tavert                                   | Joséphine Ropion                              |
| Ryū Sanada      | Yūichi Nakamura   | Pascal Gimenez                                  | Alexis Degay                                  |
| Ume Kurumizawa  | Aya Hirano        | Sandra Vandroux                                 | Ludivine Maffren                              |
| Tomomi Endo     | Miho Miyagawa     | Sarah Cornibert                                 | Olivia Masseron                               |
| Soichi Jonouchi | Masahiro Yamanaka | Laurent Pasquier                                | Julien Portugais                              |
| Kazuichi Arai   | Yūki Ono          | Michaël Maino                                   | Jean-Rémi Tichit                              |

Note : Le premier doublage français a été effectué en 2014 aux studios PILON à Lyon pour la sortie DVD des éditions Black Box. En 2024, Netflix obtient les droits des deux premières saisons et les diffuses sur sa plateforme accompagné d'un nouveau doublage pour garder une uniformité avec le doublage de la 3e saison directement produite par eux. Le doublage de 2024 est produit aux studios Audi'Art à Paris, sous la direction de Jonathan Dos Santos.

## Manga
Initialement prévu pour être un one shot présent dans sa précédente œuvre Crazy for You, Karuho Shiina a décidé de développer l'histoire et d'en faire une série. Celle-ci est publiée entre décembre 2005 et novembre 2017 dans le magazine Bessatsu Margaret. Le manga a été mis en pause entre février et septembre 2009 le temps pour l'auteure de donner naissance à son bébé,.
La série est éditée en version française par Kana depuis janvier 2009, et en Amérique du Nord par VIZ Media

### Liste des volumes
| no | Japonais          | Japonais          | Français          | Français          |
| no | Date de sortie    | ISBN              | Date de sortie    | ISBN              |
| --- | ----------------- | ----------------- | ----------------- | ----------------- |
| 1 | 25 mai 2006       | 4-08-846061-8     | 16 janvier 2009   | 978-2-505-00412-7 |
| Liste des chapitres : - Chapitre 0 : Prologue - Chapitre 1 : Échange de places - Chapitre 2 : Après l'école - Chapitre 3 : Sourire |                   |                   |                   |                   |
| 2 | 25 septembre 2006 | 4-08-846094-4     | 6 février 2009    | 978-2-505-00413-4 |
| Liste des chapitres : - Chapitre 4 : La rumeur - Chapitre 5 : Sentiments sincères - Chapitre 6 : Résolutions - Chapitre 7 : Amies |                   |                   |                   |                   |
| 3 | 25 janvier 2007   | 978-4-08-846134-2 | 7 mai 2009        | 978-2-505-00562-9 |
| Liste des chapitres : - Chapitre 8 : Samedi Soir - Chapitre 9 : Désir d'indépendance - Chapitre 10 : Une nouvelle amie - Chapitre 11 : Entraide |                   |                   |                   |                   |
| La fête du sport organisée par le lycée est l'occasion pour Sawako de se rapprocher un peu plus de ses amies, Yano et Yoshida, mais également de réaliser que Kazehaya n'est pas qu'un "simple" camarade de classe. Sawako deviendra sans faire d'effort amie avec Kurumi, la "poupée française" , qui est une fille mignonne et étrangement "trop" gentille avec Sawako.                                                              |                   |                   |                   |                   |
| 4 | 25 mai 2007       | 978-4-08-846174-8 | 21 août 2009      | 978-2-505-00672-5 |
| Liste des chapitres : - Chapitre 12 : Spécial ? - Chapitre 13 : Je veux savoir - Chapitre 14 : Amoureuse - Chapitre 15 : Amour - Chapitre 16 : Kurumi |                   |                   |                   |                   |
| La révélation de Kurumi pousse Sawako à se demander quelle est la nature de ses sentiments pour Kazehaya. La fête du sport continue et Kurumi incite Sawako à connaître d'autres garçons et la persuade que Ryû Sanada est un garçon qui lui conviendrait mieux. Sawako décide alors d'aller parler avec Sanada et d'ainsi faire le point sur ses sentiments. Kurumi arrivera-t-elle a ses fins ? L'heure du lever de rideau a sonné ! |                   |                   |                   |                   |
| 5 | 22 novembre 2007  | 978-4-08-846237-0 | 6 novembre 2009   | 978-2-505-00757-9 |
| Liste des chapitres : - Chapitre 17 : Rivales - Chapitre 18 : Jour de congé - Chapitre 19 : L'amour de Chizuru - Chapitre 20 : Le retour du grand frère |                   |                   |                   |                   |
| Sawako invite Yano et Yoshida à une soirée entre filles. C'était sans compter la demande d'exorcisme de Pin qui est souffrant. Accompagnées de Kazehaya et de Ryû, elles partent en direction de l'appartement de Pin. De plus, le retour du frère ainé de Ryû est l'occasion pour le lecteur de découvrir un peu plus les sentiments de Yoshida.                                                                                      |                   |                   |                   |                   |
| 6 | 25 mars 2008      | 978-4-08-846278-3 | 5 mars 2010       | 978-2-505-00790-6 |
| Liste des chapitres : - Chapitre 21 : Rêve - Chapitre 22 : La minijupe - Chapitre 23 : Première neige - Chapitre 24 : Noël |                   |                   |                   |                   |
| Depuis l'annonce du mariage de Tôru, le frère de Ryû, Yoshida contient toutes ses émotions, préférant se défouler sur Ryû et laissant Sawako et Yano dans l'inquiétude. L'approche de Noël est l'occasion pour la classe de Sawako de se rassembler afin de le fêter ensemble. Mais Sawako a déjà un engagement. Pourra-t-elle tout de même souhaiter un "joyeux Noël" à Kazehaya ?                                                    |                   |                   |                   |                   |
| 7 | 25 juillet 2008   | 978-4-08-846313-1 | 2 juillet 2010    | 978-2-505-00875-0 |
| Liste des chapitres : - Chapitre 25 : Deux - Chapitre 26 : Anniversaire - Chapitre 27 : Année nouvelle - Chapitre 28 : Saint-Valentin |                   |                   |                   |                   |
| 8 | 25 novembre 2008  | 978-4-08-846356-8 | 3 décembre 2010   | 978-2-505-00994-8 |
| Liste des chapitres : - Chapitre 29 : En deuxième année - Chapitre 30 : Oublie ça ! - Chapitre 31 : Éloigné ? - Chapitre 32 : Tu ne la comprends pas - Chapitre 33 : Courir |                   |                   |                   |                   |
| 9 | 11 septembre 2009 | 978-4-08-846440-4 | 4 mars 2011       | 978-2-505-01065-4 |
| Liste des chapitres : - Chapitre 34 : Celle qu'il aime - Chapitre 35 : Sympathie et dérangement - Chapitre 36 : Qu'est-ce que tu vois ? - Chapitre 37 : Laisse tomber ! - Chapitre 38 : Que mes sentiments te parviennent |                   |                   |                   |                   |
| 10 | 13 janvier 2010   | 978-4-08-846481-7 | 1er juillet 2011  | 978-2-505-01182-8 |
| Liste des chapitres : - Chapitre 39 : Confession - Chapitre 40 : Dorénavant - Chapitre 41 : Après la fête - Chapitre 42 : Sawako et Kurumi |                   |                   |                   |                   |
| 11 | 11 juin 2010      | 978-4-08-846539-5 | 4 novembre 2011   | 978-2-505-01271-9 |
| Liste des chapitres : - Chapitre 43 : Parce que tu étais là - Chapitre 44 : Ce jour-là - Chapitre 45 : Bientôt les vacances d'été - Chapitre 46 : Sortie en amoureux |                   |                   |                   |                   |
| Alors que Sawako vit pleinement son bonheur semblable à un rêve, Yoshida lui fait remarquer qu'il y a peut-être des filles qui pleurent dans l'ombre. Du coup, Sawako pense à Kurumi et décide d'aller mettre les choses au point avec celle qui la considérait comme sa rivale. |                   |                   |                   |                   |
| 12 | 24 septembre 2010 | 978-4-08-846568-5 | 2 mars 2012       | 978-2-505-01429-4 |
| Liste des chapitres : - Chapitre 47 : Juste un peu - Chapitre 48 : Ai-je l'air normal ? - Chapitre 49 : Il n'y a aucune raison que je te deteste - Chapitre 50 : À voix haute |                   |                   |                   |                   |
| 13 | 11 mars 2011      | 978-4-08-846635-4 | 6 juillet 2012    | 978-2-505-01490-4 |
| Liste des chapitres : - Chapitre 51 : L'été à la mer - Chapitre 52 : La famille Kazehaya - Chapitre 53 : Prénoms - Chapitre 54 : Rencontre - Chapitre 55 : Voyage scolaire |                   |                   |                   |                   |
| C'est le grand moment où Sawako rencontre la famille de Kazehaya elle est très impatiente comme elle redoute un peu ce moment à cause de sa timidité mais c'est aussi le moment que tous les lycéens attendent "Le voyage scolaire…!" et comme chaque année c'est le moment des déclarations, Yano va trouver quelqu'un et Chizu prend ses distances avec Ryû.                                                                         |                   |                   |                   |                   |
| 14 | 13 septembre 2011 | 978-4-08-846635-4 | 7 décembre 2012   | 978-2-505-01598-7 |
| Liste des chapitres : - Chapitre 56 : Du matin jusqu'à la nuit - Chapitre 57 : Baiser - Chapitre 58 : Avec quel visage ? - Chapitre 59 : Activités libres |                   |                   |                   |                   |
| 15 | 25 janvier 2012   | 978-4-08-846738-2 | 5 avril 2013      | 978-2-505-01878-0 |
| Liste des chapitres : - Chapitre 60 : C'est fini - Chapitre 61 : Mais non - Chapitre 62 : Maintenant - Chapitre 63 : Mets-y un terme |                   |                   |                   |                   |
| 16 | 11 mai 2012       | 978-4-08-846772-6 | 5 avril 2013      | 978-2-505-01879-7 |
| Liste des chapitres : - Chapitre 64 : Petits amis - Chapitre 65 : Il y a quelque chose qui te tracasse ? - Chapitre 66 : Importante - Chapitre 67 : La fête de Noël |                   |                   |                   |                   |
| 17 | 25 septembre 2012 | 978-4-08-846829-7 | 6 décembre 2013   | 978-2-505-01880-3 |
| Liste des chapitres : - Chapitre 68 : Cadeaux - Chapitre 69 : Ce que je veux protéger - Chapitre 70 : Je prendrai grand soin de toi - Chapitre 71 : Sainte nuit |                   |                   |                   |                   |
| 18 | 25 janvier 2013   | 978-4-08-846881-5 | 23 mai 2014       | 978-2-505-06024-6 |
| Liste des chapitres : - Chapitre 72 : 45 minutes - Chapitre 73 : Confirmer nos sentiments - Chapitre 74 : Réunion de filles - Chapitre 75 : Un moment de bonheur |                   |                   |                   |                   |
| 19 | 25 juin 2013      | 978-4-08-845059-9 | 5 septembre 2014  | 978-2-505-06103-8 |
| Liste des chapitres : - Chapitre 76 : Le dernier jour de l'année - Chapitre 77 : Devoir - Chapitre 78 : Options - Chapitre 79 : Tout au fond de moi |                   |                   |                   |                   |
| 20 | 25 octobre 2013   | 978-4-08-845114-5 | 5 décembre 2014   | 978-2-505-06104-5 |
| Liste des chapitres : - Chapitre 80 : Fais comme tu veux ! - Chapitre 81 : Suggestion - Chapitre 82 : Des Saint-Valentin différentes - Chapitre 83 : Un air radieux |                   |                   |                   |                   |
| 21 | 25 mars 2014      | 978-4-08-845181-7 | 20 mars 2015      | 978-2-505-06245-5 |
| Liste des chapitres : - Chapitre 84 : White Day - Chapitre 85 : La dernière année - Chapitre 86 : Candidats - Chapitre 87 : La voie que je veux suivre |                   |                   |                   |                   |
| 22 | 12 septembre 2014 | 978-4-08-845261-6 | 28 août 2015      | 978-2-505-06246-2 |
| Liste des chapitres : - Chapitre 88 : Ne pars pas ! - Chapitre 89 : Me voir telle que je suis - Chapitre 90 : Je n'aurais pas dû - Chapitre 91 : Rendez-vous |                   |                   |                   |                   |
| 23 | 23 janvier 2015   | 978-4-08-845331-6 | 4 décembre 2015   | 978-2-505-06456-5 |
| Liste des chapitres : - Chapitre 92 : Ce qu'elle pense vraiment - Chapitre 93 : Regrets - Chapitre 94 : Moi-même - Chapitre 95 : Merci |                   |                   |                   |                   |
| 24 | 24 juillet 2015   | 978-4-08-845418-4 | 18 mars 2016      | 978-2-505-06589-0 |
| Liste des chapitres : - Chapitre 96 : Présent, passé, futur - Chapitre 97 : La fête de l'école - Chapitre 98 : Toujours - Chapitre 99 : Ce n'est pas un rêve |                   |                   |                   |                   |
| 25 | 25 décembre 2015  | 978-4-08-845498-6 | 7 octobre 2016    | 978-2-505-06719-1 |
| Liste des chapitres : - Chapitre 100 : Accroche-toi ! - Chapitre 101 : Bon courage - Chapitre 102 : Liens - Chapitre 103 : Dispute |                   |                   |                   |                   |
| 26 | 25 mai 2016       | 978-4-08-845576-1 | 21 avril 2017     | 978-2-505-06853-2 |
| Liste des chapitres : - Chapitre 104 : Je me repose sur toi - Chapitre 105 : Admiration - Chapitre 106 : Tu peux l'oublier - Chapitre 107 : Premier amour |                   |                   |                   |                   |
| 27 | 23 septembre 2016 | 978-4-08-845636-2 | 22 septembre 2017 | 978-2-505-06919-5 |
| Liste des chapitres : - Chapitre 108 : J'ai réussi à le lui dire ! - Chapitre 109 : Shôta - Chapitre 110 : Toujours - Chapitre 111 : Ça a débordé |                   |                   |                   |                   |
| 28 | 24 février 2017   | 978-4-08-845718-5 | 2 mars 2018       | 978-2-505-07088-7 |
| Liste des chapitres : - Chapitre 112 : Prise de conscience - Chapitre 113 : Tempête de neige - Chapitre 114 : Promesse - Chapitre 115 : Prière |                   |                   |                   |                   |
| 29 | 25 juillet 2017   | 978-4-08-845788-8 | 7 septembre 2018  | 978-2-505-07154-9 |
| Liste des chapitres : - Chapitre 116 : Sois compréhensif - Chapitre 117 : Tout se passera bien - Chapitre 118 : Trésor - Chapitre 119 : La remise des diplômes |                   |                   |                   |                   |
| 30 | 23 mars 2018      | 978-4-08-844007-1 | 7 décembre 2018   | 978-2-505-07155-6 |
| Liste des chapitres : - Chapitre 120 : Départ - Chapitre 121 : La nouvelle vie - Chapitre 122 : Sentiments partagés - Chapitre 123 : Parvenir jusqu'à toi |                   |                   |                   |                   |

## Light novels
Le manga est adapté en deux séries de light novels au Japon. La première série est publiée depuis août 2007, et quatorze tomes sont sortis en avril 2014. La seconde série est publiée depuis mars 2011, et onze tomes sont sortis en mai 2014.
Un volume spécial racontant des évènements antérieurs au manga est prépublié en 2009 pendant la pause du manga puis compilé en un volume en septembre 2009.

### Cobalt
| no | Japonais                   | Japonais          | Japonais          |
| no | Titre                      | Date de sortie    | ISBN              |
| -- | -------------------------- | ----------------- | ----------------- |
| 1  | 君に届け                   | 1er août 2007     | 978-4-08-601059-7 |
| 2  | ～恋に気づくとき～         | 1er novembre 2007 | 978-4-08-601096-2 |
| 3  | ～それぞれの片想い～       | 25 avril 2008     | 978-4-08-601165-5 |
| 4  | ～好きと言えなくて～       | 28 novembre 2008  | 978-4-08-601242-3 |
| 5  | ～すれちがう心～           | 2 octobre 2009    | 978-4-08-601342-0 |
| 6  | ～告白をもういちど～       | 29 janvier 2010   | 978-4-08-601381-9 |
| 7  | ～あたらしい日々～         | 1er juillet 2010  | 978-4-08-601424-3 |
| 8  | ～ふたりだけの時間～       | 30 octobre 2010   | 978-4-08-601461-8 |
| 9  | ～いつもとちがう夏～       | 1er avril 2011    | 978-4-08-601519-6 |
| 10 | ～こころをゆらす旅～       | 30 septembre 2011 | 978-4-08-601573-8 |
| 11 | ～ためらいの理由～         | 1er mars 2012     | 978-4-08-601619-3 |
| 12 | ～つないだ手のゆくえ～     | 30 juin 2012      | 978-4-08-601654-4 |
| 13 | ～クリスマスをいっしょに～ | 29 juin 2013      | 978-4-08-601741-1 |
| 14 | ～自分のまん中にあるもの～ | 1er avril 2014    | 978-4-08-601801-2 |
| 15 | ～二度めのバレンタイン～   | 30 janvier 2015   | 978-4-08-601849-4 |
| 16 | ～夢と恋のはざまで～       | 25 décembre 2015  | 978-4-08-601887-6 |

### Mirai Bunko
| no | Japonais         | Japonais         | Japonais          |
| no | Titre            | Date de sortie   | ISBN              |
| -- | ---------------- | ---------------- | ----------------- |
| 1  | はじめての気持ち | 1er mars 2011    | 978-4-08-321003-7 |
| 2  | とくべつな気持ち | 5 avril 2011     | 978-4-08-321012-9 |
| 3  | せつない気持ち   | 5 juillet 2011   | 978-4-08-321028-0 |
| 4  | つたえたい気持ち | 5 octobre 2011   | 978-4-08-321046-4 |
| 5  | すれちがう気持ち | 3 février 2012   | 978-4-08-321069-3 |
| 6  | つながる気持ち   | 2 mai 2012       | 978-4-08-321089-1 |
| 7  | ちかづく気持ち   | 5 octobre 2012   | 978-4-08-321115-7 |
| 8  | それぞれの気持ち | 4 janvier 2013   | 978-4-08-321133-1 |
| 9  | とまどう気持ち   | 2 mai 2013       | 978-4-08-321151-5 |
| 10 | たいせつな気持ち | 5 septembre 2013 | 978-4-08-321170-6 |
| 11 | みつめる気持ち   | 2 mai 2014       | 978-4-08-321210-9 |
| 12 | ざわめく気持ち   | 3 octobre 2014   | 978-4-08-321234-5 |
| 13 | ほんとうの気持ち | 5 juin 2015      | 978-4-08-321264-2 |

## Anime
L'adaptation en série télévisée d'animation est annoncée en février 2009 dans le magazine Betsuma. Elle est diffusée entre octobre 2009 et mars 2010. Une seconde saison a été annoncée en octobre 2010. Elle est diffusée entre janvier et mars 2011. Dans les pays francophones, les deux saisons sont éditées en DVD par Black Box.
La production d'une troisième saison est annoncée en septembre 2023. Elle est toujours réalisée par le studio Production I.G et est diffusée le 1er août 2024 en streaming sur Netflix avec 5 épisodes d'une durée d'environ 1h chacun.

## Film en prise de vues réelles
Un film en prise de vues réelles est sorti le 25 septembre 2010 au Japon.

## Série en prise de vues réelles
Une série en prise de vues réelles est diffusée le 30 mars 2023.

## Produits dérivés

### Jeux vidéo
Deux jeux vidéo sont publiés au Japon sur Nintendo DS.

## Prix et récompenses
En 2008, le manga est nommé pour le premier prix Manga Taishō et a gagné le prix du meilleur shōjo lors du 32e Prix du manga Kōdansha.

### Manga
Édition japonaise (Shueisha)
1. 1 2  Tome 1
2. 1 2  Tome 2
3. 1 2  Tome 3
4. 1 2  Tome 4
5. 1 2  Tome 5
6. 1 2  Tome 6
7. 1 2  Tome 7
8. 1 2  Tome 8
9. 1 2  Tome 9
10. 1 2  Tome 10
11. 1 2  Tome 11
12. 1 2  Tome 12
13. 1 2  Tome 13
14. 1 2  Tome 14
15. 1 2  Tome 15
16. 1 2  Tome 16
17. 1 2  Tome 17
18. 1 2  Tome 18
19. 1 2  Tome 19
20. 1 2  Tome 20
21. 1 2  Tome 21
22. 1 2  Tome 22
23. 1 2  Tome 23
24. 1 2  Tome 24
25. 1 2  Tome 25
26. 1 2  Tome 26
27. 1 2  Tome 27
28. 1 2  Tome 28
29. 1 2  Tome 29
30. 1 2  Tome 30

Édition française (Kana)
1. 1 2  Tome 1
2. 1 2  Tome 2
3. 1 2  Tome 3
4. 1 2  Tome 4
5. 1 2  Tome 5
6. 1 2  Tome 6
7. 1 2  Tome 7
8. 1 2  Tome 8
9. 1 2  Tome 9
10. 1 2  Tome 10
11. 1 2  Tome 11
12. 1 2  Tome 12
13. 1 2  Tome 13
14. 1 2  Tome 14
15. 1 2  Tome 15
16. 1 2  Tome 16
17. 1 2  Tome 17
18. 1 2  Tome 18
19. 1 2  Tome 19
20. 1 2  Tome 20
21. 1 2  Tome 21
22. 1 2  Tome 22
23. 1 2  Tome 23
24. 1 2  Tome 24
25. 1 2  Tome 25
26. 1 2  Tome 26
27. 1 2  Tome 27
28. 1 2  Tome 28
29. 1 2  Tome 29
30. 1 2  Tome 30

### Light novels
Édition Cobalt
1. 1 2  Tome 1
2. 1 2  Tome 2
3. 1 2  Tome 3
4. 1 2  Tome 4
5. 1 2  Tome 5
6. 1 2  Tome 6
7. 1 2  Tome 7
8. 1 2  Tome 8
9. 1 2  Tome 9
10. 1 2  Tome 10
11. 1 2  Tome 11
12. 1 2  Tome 12
13. 1 2  Tome 13
14. 1 2  Tome 14
15. 1 2  Tome 15
16. 1 2  Tome 16

Édition Mirai Bunko
1. 1 2  Tome 1
2. 1 2  Tome 2
3. 1 2  Tome 3
4. 1 2  Tome 4
5. 1 2  Tome 5
6. 1 2  Tome 6
7. 1 2  Tome 7
8. 1 2  Tome 8
9. 1 2  Tome 9
10. 1 2  Tome 10
11. 1 2  Tome 11
12. 1 2  Tome 12
13. 1 2  Tome 13